# Teatro Bernardim Ribeiro
O Teatro Bernardim Ribeiro, igualmente conhecido como Teatro Bernardino Ribeiro, é um edifício histórico na cidade de Estremoz, na região do Alentejo, em Portugal.

## Descrição
O teatro situa-se na Avenida 25 de Abril. É considerado um dos símbolos da cidade de Estremoz, e a mais importante sala de espectáculos no concelho. Foi baptizado em honra do poeta alentejano Bernardim Ribeiro.
Do ponto de vista arquitectónico, é considerado como um exemplo de um teatro de influência italiana. A área em frente aos camarotes está decorada com pinturas a óleo retratando grandes nomes do teatro português dos finais do século XIX e princípios do XX. A sua lotação é de 238 lugares, incluindo alguns para utentes de mobilidade reduzida. Tem igualmente uma sala de conferências com 35 lugares, e um espaço para exposições temporárias.
Além de espectáculos teatrais, o espaço também é utilizado na realização de eventos ligados a outras manifestações culturais, como dança, música, artes visuais e cinema, além de servir igualmente como espaço para conferências e debates.

## História
A construção do teatro foi empreendida por um grupo de notáveis locais, incluindo Marques Crespo, José Rosado da Fonseca, Carlos Frederico Luna e José Maria Reynolds Graça Zagalo, com a finalidade de dotar Estremoz com uma sala de espectáculos. Foi construído num terreno oferecido por João Reynolds, que até recentemente tinha sido ocupado por um lanço das muralhas, numa área de forte expansão urbana.
O edifício começou a ser planeado em 1 de Maio de 1916, tendo nas obras colaborado vários artistas e artesãos de renome, como Ernesto da Maia, que foi o autor da planta do edifício, o carpinteiro Manuel da Silva, o escultor António Martins Esteves, que produziu vários modelos em gesso, e o pintor decorativo Benvindo Ceia. Foi inaugurado cerca de seis anos depois, em 22 de Julho de 1922, tendo a cerimónia contado com a presença da companhia teatral de Amélia Rey Colaço e Robles Monteiro. Aquando da inauguração, o edifício pertencia a um conjunto de mais de oitocentistos accionistas, tendo depois transitado para a posse da autarquia de Estremoz. Um dos empresários do teatro foi Simões de Sousa, que também construiu uma residência apalaçada, a Casa Manuel de Sousa, que ficou conhecida pelos seus elementos em art déco.
Em 1991 foi alvo de grandes obras de remodelação, e em 1997 foi classificado como Imóvel de Valor Concelhio, pelo Decreto n.º 67, de 3 de Dezembro.
Em 2003 foram feitas obras de recuperação na área do palco, após ter sido parcialmente danificada por um incêndio.